# Milovan Ćirić
Milovan Ćirić (Belgrado, 12 febbraio 1918 – Belgrado, 14 ottobre 1986) è stato un allenatore di calcio e calciatore jugoslavo, di ruolo centrocampista.

## Carriera

### Giocatore
Da calciatore ha vestito le maglie della Stella Rossa, della quale fu anche il capitano, e successivamente del Partizan, rivale storico della Stella Rossa con il quale Ćirić vincerà la Coppa di Jugoslavia nel 1947. Chiude la carriera di calciatore nell'OFK Belgrado.

### Allenatore

#### Club
Nel corso della sua lunga carriera Ćirić ha allenato in patria l'OFK Belgrado in due occasioni, così come la Stella Rossa, squadre con le quali arrivò rispettivamente alle semifinali di Coppa delle Coppe e Coppa dei Campioni nelle edizioni 1962-63 e 1956-57, quando perse da Tottenham e Fiorentina, il Partizan, del quale ha anche allenato le giovanili ad inizio carriera, e i croati dello Hajduk Spalato.
La sua prima esperienza fuori dalla Jugoslavia la compie nel 1957 in Italia, alla Lazio, ma fu presto esonerato per gli scarsi risultati. Più fortunati sono stati gli incarichi assunti come allenatore prima del Beşiktaş e successivamente dell'Aris Salonicco, entrambe compagini guidate dal tecnico jugoslavo in due occasioni in due periodi differenti. A metà degli anni settanta si trasferì per una stagione anche in Spagna, alla guida del Valencia, con il quale ottiene un piazzamento di metà classifica.

#### Nazionale
Ćirić ebbe l'onore di guidare la Nazionale jugoslava in due periodi differenti, dal maggio all'ottobre del 1954 come parte di una commissione di 5 tecnici nonché dal dicembre 1973 al luglio 1974 come parte di un'altra commissione tecnica federale.
Il coach jugoslavo ha intrapreso anche altre due esperienze sulle panchine di altre nazionali, difatti per tre anni, dal 1965 al 1968 ha guidato Israele e nel 1984 la Nazionale indiana.

## Palmarès

### Giocatore
- Coppa di Jugoslavia: 1

Partizan: 1947

### Allenatore

#### Club
- Campionato jugoslavo: 2

Stella Rossa: 1955-1956, 1956-1957
- Coppa di Jugoslavia: 3

OFK Belgrado: 1953, 1962
Partizan: 1954

#### Nazionale
- Argento olimpico: 1

Jugoslavia: Melbourne 1956